# Echinacanthus
- Commons
- Wikispecies

Echinacanthus Nees, segundo o Sistema APG II, é um gênero botânico da família Acanthaceae, natural do Himalaia e China.

## Espécies
| - Echinacanthus andersoni - Echinacanthus attenuatus - Echinacanthus brugmansianus - Echinacanthus calycinus - Echinacanthus dichotomus - Echinacanthus flaviflorus - Echinacanthus javanicus - Echinacanthus lofuensis | - Echinacanthus longipes - Echinacanthus longistylus - Echinacanthus longzhouensis - Echinacanthus lyallianus - Echinacanthus madagascariensis - Echinacanthus parviflorus - Echinacanthus pumilio - Echinacanthus siamensis |

- «Lista das espécies»

## Nome e referências
Echinacanthus C.G.D. Nees, 1832

## Classificação do gênero
| Sistema | Classificação                       | Referência            |
| ------- | ----------------------------------- | --------------------- |
| APG II  | Ordem Lamiales, família Acanthaceae | APweb, versão 9, 2008 |